# Episodi di Mr. Cooper (seconda stagione)
La seconda stagione della serie televisiva Mr. Cooper è stata trasmessa in anteprima negli Stati Uniti d'America dalla ABC tra il 24 settembre 1993 e il 20 maggio 1994.
| nº | Titolo originale                        | Titolo italiano | Prima TV USA      | Prima TV Italia |
| -- | --------------------------------------- | --------------- | ----------------- | --------------- |
| 1  | Baby Love                               |                 | 24 settembre 1993 |                 |
| 2  | Slumber Party                           |                 | 1º ottobre 1993   |                 |
| 3  | School's a Drag                         |                 | 8 ottobre 1993    |                 |
| 4  | Limpin' Lizards                         |                 | 15 ottobre 1993   |                 |
| 5  | Free at Last                            |                 | 22 ottobre 1993   |                 |
| 6  | Father Fairest                          |                 | 25 ottobre 1993   |                 |
| 7  | The Goodbye Girl                        |                 | 5 novembre 1993   |                 |
| 8  | Seoul Shake                             |                 | 12 novembre 1993  |                 |
| 9  | Prince of Soul                          |                 | 19 novembre 1993  |                 |
| 10 | Air Cooper                              |                 | 26 novembre 1993  |                 |
| 11 | Santa's Got a Brand New Bag             |                 | 10 dicembre 1993  |                 |
| 12 | Private School                          |                 | 17 dicembre 1993  |                 |
| 13 | For Whom the Heck the Bell Tolls        |                 | 7 gennaio 1994    |                 |
| 14 | It's My Party and I'll Die If I Want To |                 | 21 gennaio 1994   |                 |
| 15 | The Courtship of Mark Cooper            |                 | 28 gennaio 1994   |                 |
| 16 | Wedding Bell Blues                      |                 | 4 febbraio 1994   |                 |
| 17 | Truth or Consequences                   |                 | 11 febbraio 1994  |                 |
| 18 | Trading Places                          |                 | 18 febbraio 1994  |                 |
| 19 | Pros and Convicts                       |                 | 4 marzo 1994      |                 |
| 20 | Double Cheeseburger, Hold the Diploma   |                 | 18 marzo 1994     |                 |
| 21 | Groom and Doom                          |                 | 13 maggio 1994    |                 |
| 22 | Hangin' with Mrs. Cooper                |                 | 20 maggio 1994    |                 |